# Scleropodiopsis
Scleropodiopsis là một chi rêu trong họ Brachytheciaceae.